# نوبو شیراسه
نوبو شیراسه (انگلیسی: Nobu Shirase; ۱۳ ژوئن ۱۸۶۱ – ۴ سپتامبر ۱۹۴۶) افسر، کاوشگری اهل ژاپن بود که در قالب گروه مکتشف ژاپنی، به اکتشاف مناطقی از قطب جنوب پرداخت